# Fortress conservation
Der Begriff fortress conservation (Deutsch: „Festungsnaturschutz“ bzw. „militarisierter Naturschutz“) ist ein abwertender Begriff für die Schaffung von Naturschutzgebieten, in denen Ökosysteme möglichst frei von menschlicher Einflussnahme gestaltet werden. Der Ansatz geht davon aus, dass die lokale Bevölkerung die natürlichen Ressourcen ausbeutet und es dadurch zum Verlust der biologischen Vielfalt und Verschlechterung der Umwelt kommt. Die Kritik am Konzept richtet sich gegen Menschenrechtsverletzungen gegenüber der einheimischen Bevölkerung bei der Einrichtung und Erhaltung von Naturschutzgebieten. In den Augen der Kritiker ist fortress conservation ein Teil des Grünen Kolonialismus.

## Hintergrund
Das Konzept von fortress conservation geht zurück auf die Gründung des Yellowstone-Nationalparks 1872, dem ältesten Nationalpark der Welt, von dessen Nutzung die indigene Bevölkerung ausgeschlossen wurde. Die Gründung vieler Nationalparks und Naturschutzreservate in Afrika und Asien folgte diesem Modell und war mit der Zwangsumsiedelung oder Vertreibung der ansässigen Bevölkerung verbunden. Der Zweck vieler dieser Parks war, eine Art zoologischen Garten für europäische Entdeckung und Reisen zu schaffen und die Großwildjagd zu managen. Die etablierten Nationalparke wurden als „menschenleer“ und „unberührte Wildnis“ bezeichnet. Der Zugang zu ihren angestammten Ressourcen wurden der lokalen Bevölkerung (Heilpflanzen, Früchte, Brennholz, Weide, Jagd etc.) u. a. gewaltsam verwehrt. In einem Artikel der Zeitschrift Der Spiegel aus dem Jahr 2012 wurde auf Expertenaussagen verwiesen, dass allein in Afrika der Naturschutz seit der Kolonialzeit 14 Millionen „Naturschutz-Flüchtlinge“ zurückgelassen habe.
Die Ansicht, dass eine von Menschen unberührte Natur vor der zerstörerischen Kraft der Menschen geschützt werden muss, soll Teil des Grünen Kolonialismus sein. Der menschliche Einfluss auf Ökosysteme und die über Jahrhunderte oder Jahrtausende lange Mitgestaltung durch die lokale Bevölkerung, wird dabei außer Acht gelassen oder verkannt. Besonders dominant ist das Modell heute weiterhin in Afrika und Asien. Der bekannte deutsche Naturschützer Bernhard Grzimek beispielsweise fasste es im Jahr 1959 so zusammen: „Ein Nationalpark ist ein Stück Wildnis und soll es bleiben wie in Urzeiten. Menschen, auch eingeborene Menschen, sollen darin nicht leben.“
Prägend für diese Art des Naturschutzes waren und sind westliche Vorstellungen von Natur, die sich im Rahmen der Industrialisierung und der fortschreitenden Zerstörung der Umwelt etablierten. Noch heute sind es vor allem westliche Naturschutzervereine, Philanthropen und Regierungen, die für Vertreibungen und Menschenrechtsverletzungen in Naturschutzgebieten in Afrika und Asien verantwortlich gemacht werden. Seit Beginn dieses Naturschutzmodells hat die Militarisierung in den Ländern des Globalen Südens enorm zugenommen. Mittlerweile sind Parkranger häufig bewaffnet und bekommen eine militärische Ausbildung im Antiterrorkampf, um die Grenzen der Schutzgebiete zu sichern.
Um der langen Geschichte von Enteignung und Diskriminierung indigener Völkern entgegenzuwirken, wurde unter anderem das international beschlossene Recht Indigener Völker auf Konsultation und freie, vorherige und informierte Zustimmung (FPIC) verabschiedet. Verschiedene UN-Germien dokumentierten aber, dass diese noch immer wenig Anwendung und Einhaltung gewinnen, auch in Naturschutzprojekten. Die Menschenrechtsorganisation Survival International kommentiert die Anwendung von FPIC von großen Naturschutzorganisationen wie World Wide Fund for Nature (WWF): „Wir sind noch nicht auf ein einziges Beispiel dafür gestoßen, dass eine [große Naturschutz-] Organisation diese grundlegende Sorgfaltspflicht erfüllt hat.“

## fortress conservationin aktuellen Debatten
Nach Ansicht von Kritikern wie der Wissenschaftlerin Aby L. Sène folgen auch Naturschutzinitiativen wie das im Rahmen der Convention on Biological Diversity verabschiedete „Kunming-Montreal Global Biodiversity Framework“ der Logik der fortress conservation. In diesem, einem Ergebnis der Biodiversitätskonferenz der Vereinten Nationen im Jahr 2022, ist die Initiative 30 x 30 enthalten – bis 2030 30 % der Land- und Meeresfläche der Erde als Schutzgebiete auszuweisen. Während das Modell den Menschen als von Natur aus umweltzerstörerisch ansieht, haben einige argumentiert, dass die effizientesten Schutzmethoden die Übertragung von Landrechten von der öffentlichen Hand auf die einheimische Bevölkerung und Indigene beinhalten. Survival International macht darauf aufmerksam, dass Indigene seit Jahrtausenden auf raffinierte Weise ihre Bedürfnisse erfüllt und gleichzeitig in ihrer Umgebung ein ökologisches Gleichgewicht in Takt gehalten haben.
Einigen Berichten zufolge hat die Übertragung solcher Rechte in China, was die vielleicht größte Landreform der Neuzeit ausmacht, zur Vergrößerung der Waldfläche geführt.
Im brasilianischen Amazonasgebiet hat sich gezeigt, dass durch die Vergabe von Landtiteln zwei- bis dreimal weniger Wald gerodet wird als in staatlichen Parks.
Obwohl die Abholzung des zweitgrößten Regenwaldes der Welt im Kongo hauptsächlich durch kleinbäuerliche Landwirtschaft und Holzkohleproduktion verursacht wird, ist der Waldverlust in Gebieten mit Gemeinschaftskonzessionen deutlich geringer. Dies liegt daran, dass die lokalen Gemeinschaften einen Anreiz haben, das Land nachhaltig zu bewirtschaften, was auch zur Verringerung der Armut beiträgt.

## Beispiele
Bei einer Studie von der Cornell-Universität (USA) wurde allein für Afrika eine Zahl von 900.000 bis 14,4 Millionen Menschen ermittelt, die aufgrund Naturschutzprojekten vertrieben wurden. Nach anderen Schätzungen liegt die Gesamtzahl der Vertriebenen zwischen 10,8 Millionen und 173 Millionen. Die Bandbreite ist gegeben durch die geschätzte Bevölkerungsdichte in den jeweiligen Gebieten. Bei der ersten Studie ist von einer „dünn besiedelten“ Region ausgegangen worden, was per Definition ein bis 16 Einwohner pro Quadratkilometer beschreibt.

### Botswana
Ein schon lange anhaltender Konflikt besteht in Botswana zwischen der Regierung des Landes und Angehörigen des indigenen Volks der Basarwa über den Zugang zum Central Kalahari Game Reserve. Dieses Schutzgebiet ist das zweitgrößte Schutzgebiet für Wildtiere der Welt. Ursprünglich wurde es, noch von den englischen Kolonialbehörden, 1961 gegründet, ausdrücklich auch, um den Basarwa Raum für ihre traditionelle Lebensweise zu lassen. Dieses Ziel wurde aber bald aufgegeben, um ein reines Wildtierreservat aufzubauen, vor allem, um zahlungskräftige ausländische Touristen anzulocken. Um die Lage der ansässigen indigenen Bevölkerung zu verbessern, ließ die Regierung, bis etwa 1980, Brunnen bohren. Dies begünstigte Rinderhirten, meist vom Volk der Batswana und brachte auch viele ansässige Baswara dazu, sich permanent niederzulassen. Mitte der 1980er Jahre änderte die Regierung aufgrund der auftretenden Konflikte, möglicherweise aber auch wegen vermuteter Diamanten-Vorkommen, ihre Politik. Sie beabsichtigte nun ein reines Wildtierreservat und begann, die ansässige Bevölkerung zu vertreiben und in neue Siedlungen abseits des Reservats umzusiedeln. 1997 waren nur noch 17 Menschen übrig, die abseits der Ansiedlungen umherstreiften. Umgesiedelte Angehörige der Basarwa klagten dagegen vor dem Obersten Gerichtshof Botswanas und erhielten schließlich im Jahr 2006 Recht. In einem zweiten Prozess wurde ihnen aber 2010 verwehrt, auch wieder Brunnen zu bohren. Außerdem wurden ihre Jagdrechte bestritten. Das Gericht argumentierte, dass schließlich alle Einwohner Botswanas dort Indigene seien und es für keine Gruppe Sonderrechte geben dürfe. Weitere Konflikte um das Recht, Angehörige im Reservat zu bestatten, verschärften die Situation. Auch aufgrund internationalen Drucks und Boykottaufrufen haben die botswanischen Behörden offiziell nachgegeben, sie erlaubten schließlich neue Brunnen. Heute wird sogar damit geworben, dass Touristen die hier lebenden Basarwa besuchen und ihr Leben kennenlernen sollen. Dennoch bleiben die Beziehungen angespannt. Die Basarwa fühlen sich ausgestellt und um die Einkünfte aus dem Tourismus betrogen. Viele der alten Bewohner klagen die Behörden an, die Gerichtsurteile zu ihren Gunsten zu ignorieren und sie weiterhin zu benachteiligen.

### Kamerun
Das Volk der Baka im Lobéké-Nationalpark in Kamerun beklagte Misshandlungen durch Parkwächter, die teilweise vom WWF finanziert wurden. Aufgrund des öffentlichen Drucks veranlasste der WWF eine unabhängige Untersuchung der Vorwürfe und musste dabei einräumen, dass sie großenteils berechtigt waren. Die Wälder, auf denen die Lebensweise der Baka beruht, unterliegen massivem Nutzungsdruck durch Waldumwandlung, Holzeinschlag, illegale Jagd auf „Bushmeat“, hinzu kommen die Einschränkungen durch die Schutzgebiete, so dass sie sich regelrecht in die Zange genommen fühlen. Die Großwildjagd, insbesondere auf Elefanten, ist für sie nicht nur Nahrungsbeschaffung, sondern auch von eminenter kultureller und ritueller Bedeutung, was in den rechtlichen Regelungen des Staats Kamerun nicht berücksichtigt wird. Die Baka und andere indigene Gruppen haben nun beschlossen, nicht mehr als reines Objekt anderer zu verharren, sondern haben die Plattform Gbabandi etabliert, um selbst als Akteure über ihr Schicksal mitzubestimmen. Der Erfolg ist derzeit noch ungewiss.

### Demokratische Republik Kongo
In Nationalparks in der Demokratischen Republik Kongo, wie dem Kahuzi-Biéga-Nationalpark, geraten schwer bewaffnete Parkwächter in tödlichen Konflikt mit den indigenen Batwa. Die Naturschutzmaßnahmen in den Nationalparks des Landes werden häufig von internationalen Organisationen wie der Wildlife Conservation Society finanziert und führen zur Vertreibung der einheimischen Bevölkerung. Auch Deutschland ist ein großer Finanzpartner im Kahuzi-Biega-Nationalpark. Ein Bericht von Minority Rights Group dokumentiert die anhaltende Diskriminierung, Vergewaltigung, Tötung und Vertreibung der Batwa durch Parkranger.

### Kenia
Die Ogiek-Gemeinschaften, die vor allem im Mau-Wald leben und von verschiedenen Regierungen vertrieben wurden, wehren sich gegen die Landnahme. Im Jahr 2022 entschied der Afrikanische Gerichtshof für Menschenrechte und Rechte der Völker, dass die kenianische Regierung die Ogiek für jahrzehntelangen materiellen und moralischen Schaden entschädigen, ihre Indigenität anerkennen und ihnen helfen muss, offizielle Titel für ihr angestammtes Land zu erhalten. Das Volk der Sengwer, das im Embobut-Wald lebt, wurde von der kenianischen Forstbehörde unter dem Vorwand des Naturschutzes im Rahmen eines von der Europäischen Union finanzierten Schutzprojekts angegriffen. Auch in anderen Naturschutzmaßnahmen wie dem Mount-Elgon-Nationalpark klagt die lokale und indigene Bevölkerung über Landraub und teils massive Gewalt im Namen des Naturschutzes.

### Nepal
Die Einrichtung des Chitwan-Nationalparks in den 1970er Jahren führte zur gewaltsamen Vertreibung Zehntausender indigener Tharu-Völker. Der WWF wurde beschuldigt, Hightech-Ausrüstung, Geld und Waffen an Parkranger zu liefern, die Tharu in der Nähe von Nationalparks wie dem Bardiya-Nationalpark foltern. Das nepalesische Gesetz wurde geändert, um den Parkranger die Befugnis zu geben, Verbrechen im Zusammenhang mit Wildtieren zu untersuchen, Verhaftungen ohne Haftbefehl vorzunehmen und in Fällen, in denen ein Beamter „keine andere Wahl“ hatte, als den Täter zu erschießen, Immunität zu gewähren. Dies führt zu vielen unrechtmäßigen Gewaltausübungen und Menschenrechtsverletzungen.

### Republik Kongo
Ranger, so genannte Ecoguards, in paramilitärischen Uniformen und schwer bewaffnet, die vom WWF finanziert werden, werden beschuldigt, Baka im vorgeschlagenen Schutzgebiet Messok Dja gefoltert, vergewaltigt und ermordet zu haben, um sie aus diesem Gebiet zu vertreiben. Auch für dieses Schutzgebiet liegt keine FPIC vor, die Baka wenden sich sogar direkt an den WWF mit einem Beschwerdebrief.

### Tansania
Mehr als 150 000 Massai in Tansania sind von der Vertreibung bedroht, da ihr Land in Naturschutzgebiete für den Luxus-Safari-Tourismus und die Trophäenjagd im Ngorongoro-Schutzgebiet, das zum UNESCO-Weltnaturerbe gehört, und in Loliondo in der Nähe des Serengeti-Nationalparks umgewandelt werden soll. Bei früheren Versuchen, die Maasai gewaltsam zu vertreiben, wurden angeblich auch ihre Häuser angezündet, Folter und unrechtmäßige Verhaftungen angewendet.

### Vereinigte Staaten von Amerika
Die Erhaltung des Yosemite-Nationalparks unter dem Einsatz von John Muir bedeutete die Vertreibung der Miwok- und Paiute-Indigene.